# Euhoploceras
Euhoploceras là một chi động vật thân mềm (cephalopods) đã tuyệt chủng, nó thuộc lớp Cúc đá (ammonites). Chúng tồn tại trong kỉ Jura, niện dại kéo dài từ khoảng 200 tới 145 triệu năm trước.